# برنت اوک
برنت اوک (به انگلیسی: Burnt Oak) یک شهرک و ناحیه در بریتانیا است که در منطقه بارنت لندن واقع شده‌است. برنت اوک ۵۸۷٬۱۷۲ نفر جمعیت دارد.